# André Masséna
André Masséna (it. Andrea Massena), Niça, 6 de maig de 1758 - París, 4 d'abril de 1817. Fou un militar francès, duc de Rivoli, príncep d'Essling i mariscal de l'Imperi.
Fou nomenat general el 1793. Amb l'exèrcit d'Itàlia participà en les batalles de Millesimo, Montenotte, Dego, Castiglione i del pont d'Arcola. La seva intervenció decidí les batalles de Lodi i de Rivoli. El setembre del 1799 derrotà l'exèrcit rus del general Alexander Korsakov a la segona batalla de Zúric i l'any següent defensà la ciutat de Gènova durant un llarg setge. La seva resistència permeté a Napoleó Bonaparte fer arribar a Itàlia les tropes amb les qui vencé a la batalla de Marengo. El 1804 rebé el càrrec de mariscal de l'Imperi. Participà les campanyes de Polònia el 1807 i el 1809 combaté a les tropes de la Cinquena Coalició, distingint-se a la batalla d'Aspern-Essling, a la de Wagram i a la de Znaim.
El 1810 fou destinat a la península Ibèrica, on començà capturant Ciudad Rodrigo després d'un setge. Un cop dins de Portugal fou derrotat per Wellington a la batalla de Buçaco el 27 de setembre, no pogué rompre les línies de anglo-portuguesas a la Torres Vedras i les seves tropes van quedar immobilitzades durant mesos. Fou vençut novament a Sabugal el 3 d'abril de 1811. Retirant-se, entre el 3 i el 5 de maig, lliurà la indecisa batalla de Fuentes de Oñoro, prop de Salamanca. Va caure en desgràcia i va haver de cedir el comandament de l'exèrcit al general Marmont i acceptar un càrrec local a Marsella.